# 17ª Divisione fanteria "Pavia"
La 17ª Divisione fanteria "Pavia" fu una grande unità del Regio Esercito durante la seconda guerra mondiale. Si trattava di una divisione autotrasportabile del tipo Africa Settentrionale, che venne completamente distrutta durante la seconda battaglia di El Alamein, nel novembre 1942.

## Storia

### Origini e costituzione dell'unità
La divisione Pavia trova le sue origini nell'omonima brigata di fanteria, costituita nel marzo 1860. Tale unità era composta da due reggimenti, il 27º ed il 28º, che vennero formati nello stesso periodo. Con questo organico prese parte alla terza guerra di indipendenza e alla fine del XIX secolo alla guerra di Abissina.

### Prima guerra mondiale
Alla vigilia dell'entrata in guerra dell'Italia nel primo conflitto mondiale la Brigata venne inviata il 13 maggio 1915 nella zona di Medea paese antistante il monte Podgora. Dopo la dichiarazione di guerra all'Impero austro-ungarico, il 4 giugno una compagnia del 28° iniziò l'avvicinamento alle linee nemiche, subendo forti perdite, riuscendo tuttavia ad affermarsi sulle pendici del Podgora. Tutta la Brigata ricevette poi l'ordine di attaccare e prendere il paese di Lucinico, risalire il fianco della montagna e collaborare alla conquista del Podgora, che era contemporaneamente attaccato dalla Brigata "Casale" nella prima battaglia dell'Isonzo. Le truppe arrivate a contatto dei reticolati intatti vennero falciate dalle mitragliatrici austriache, subendo perdite del 60-70%. Vennero prese alcune linee di trincee attorno alla quota 240 del Calvario, ma il nemico mantenne salda la sua presenza sulla cima. Il 18 luglio nel corso della seconda battaglia dell'Isonzo due compagnie del 28°, con la protezione dall'artiglieria, cercarono di aprire passaggi nei reticolati davanti alle trincee avversarie per favorire l'irruzione delle truppe d'assalto. L'azione fortemente contrastata ebbe un parziale successo e la quota 240 del Calvario venne interamente conquistata assieme ad una parte dei trinceramenti sulla cima del Podgora, tuttavia il fuoco dei cannoni avversari del Sabotino, del San Michele e della piazzaforte di Gorizia non consentì di proseguire oltre né di rimanere sulle posizioni conquistate, che divennero così terra di nessuno. La Brigata "Pavia", dopo queste vicende fece rientro nelle retrovie rimanendovi fino a settembre per permettere l'arrivo dei complementi. In ottobre i due Reggimenti vennero spostati sul Sabotino, alternandosi in turni di prima linea e riposo. Nel corso della terza battaglia dell'Isonzo, il 21 ottobre ebbe inizio l'assalto al Sabotino; il 27º Reggimento attaccò la zona denominata "il fortino" ed il 28° la zona denominata del "dente": i reticolati intatti non permettevano manovre in forze ed i pochi animosi che li sorpassavano cadevano falciati inesorabilmente. All'alba del 24 ottobre l'artiglieria italiana riprendeva il bombardamento delle linee avversarie, permettendo una parziale conquista dei trinceroni blindati delle due formidabili posizioni. Terminata la battaglia, la Brigata "Pavia" fece ritorno nelle retrovie dove rimase in attesa dell'arrivo di altri complementi. Il 27º Reggimento, a novembre, era in linea di fronte alle posizioni di Oslavia ed il 28° di nuovo sul Podgora a fianco della Brigata "Casale", ed entrambi i Reggimenti presero parte alla quarta battaglia dell'Isonzo. Con il sopraggiungere dell'inverno le ostilità in parte cessarono, con le prime linee sorvegliate da piccole pattuglie e il grosso delle forze in seconda linea e nelle retrovie. Fino a giugno del 1916 i due reggimenti della brigata rimasero divisi, con il 27° schierato di fronte al paese di Zagora e il 28° sul Podgora; ai primi d'agosto, in previsione della sesta battaglia dell'Isonzo la Brigata venne riunita, in preparazione dell'attacco a Gorizia. L'8 agosto il 1º battaglione del 28° attaccò in pianura verso i ponti di Lucinico, mentre il 27°, con la Casale, risalì verso la cima del Podgora. Più a nord il Sabotino venne investito da tre colonne di fanteria. L'azione, ben sostenuta dall'artiglieria che utilizzava contro i reticolati nemici una nuova arma, la bombarda, ebbe pieno successo e nel pomeriggio una pattuglia del 28° con alla testa il sottotenente Aurelio Baruzzi, decorato con la medaglia d'oro al valore sul campo, dopo aver guadato l'Isonzo penetrò a Gorizia, innalzandovi il tricolore. Nei giorni seguenti la Brigata "Pavia" attaccò la nuova linea difensiva austriaca presso il paese di Vertoiba, alle quote 103 il 27° e 133 il 28º Reggimento; unico successo la conquista del paese, mentre le quote si rivelarono inespugnabili. In ottobre ebbe inizio l'ottava battaglia dell'Isonzo: la Brigata "Pavia" ritentò la conquista della zona attorno a Vertojba e pur dispiegando grande valore, i suoi fanti non ottennero importanti successi, mentre le perdite furono elevatissime. In aprile del 1917, la Brigata Pavia raggiunse l'altipiano di Asiago, prendendo posizione lungo la Val d'Assa dove rimase dislocata sino ad ottobre, alternando azioni di pattuglie e turni di riposo. Il 24 ottobre, la rottura del fronte a Caporetto, nella dodicesima battaglia dell'Isonzo, comportò per le truppe dell'Altipiano solo una modesta rettifica della linea di resistenza, per meglio agganciarsi alla 4ª Armata che si era ritirata sul Grappa ed alla 3ª Armata sul Piave, fermo restando la 1ª Armata sulle Alpi. Fino a giugno del 1918, la Brigata "Pavia" rimase sull'Altipiano, per essere poi spostata sul Piave a sostegno del campo trincerato di Treviso, tra Zenson e Fagaré, attaccato a fondo dagli austriaci durante la battaglia del solstizio. Le forze nemiche preponderanti dopo avere oltrepassato il Piave a Fagaré, creando una testa di ponte non riuscirono ad espandersi solo grazie alla tenacia dei fanti del 28º Reggimento. Tra il 18 ed il 19 giugno, la battaglia alla testa di ponte di Fagaré divenne violentissima, il paese di San Biagio di Callalta. accerchiato dagli austriaci e il 27º fanteria resistette tra le case. Alla fine, crollate le speranze austriache di forzare le difese italiane, la battaglia si spense e gli attaccanti si ritirarono sulla sponda sinistra del Piave. Completato un turno di riposo, la Brigata "Pavia" venne spostata in luglio sul Grappa, entrando in linea sul monte Asolone, dove rimase sino ad ottobre, quando passò nel settore delle Giudicarie, presso il paese di Bezzecca. Il 3 novembre 1918, giorno dell'armistizio di Villa Giusti, il 27º ed il 28º Reggimento erano all'inseguimento del nemico sulle creste del Tomeabrù e Cima d'Oro.
Le perdite della Brigata "Pavia" nel corso della prima guerra mondiale furono complessivamente de 2304 caduti e 8148 feriti.

### Tra le due guerre
Nel 1926, in seguito alla riforma dell'esercito, alla brigata viene assegnato anche l'11º Reggimento fanteria "Casale", ed il 20 ottobre diventa la XVII Brigata di Fanteria. Tale unità, con il 26º Reggimento artiglieria, andarono a costituire la Divisione Militare Territoriale di Ravenna, che a sua volta nel 1934 assunse la designazione di Divisione di fanteria del Rubicone. Il 27 aprile 1939, i due reggimenti originari della brigata, insieme con il reggimento di artiglieria, costituirono la 17ª Divisione fanteria "Pavia".

### Seconda guerra mondiale

#### Le prime fasi in Africa Settentrionale
Organizzata come divisione autotrasportabile del tipo AS, la divisione venne dislocata in Libia. All'inizio delle ostilità, si trovava presso il confine con la Tunisia, di proprietà della Francia. Dopo il 25 giugno, la Grande Unità fu trasferita ad ovest di Tripoli, dove venne impiegata per operazioni di difesa costiera (compito che svolgerà fino all'aprile dell'anno successivo).
Nella primavera del 1941, prende parte alla controffensiva dell'Asse attaccando in direzione della via Balbia: raggiunte le retroguardie australiane presso la città di Mechili, che venne circondata il 6 aprile. Due giorni dopo, la guarnigione si arrese, lasciando nelle mani degli italo-tedeschi 3.000 prigionieri.
Successivamente, la divisione proseguì la sua avanzata, contribuendo ad isolare la città di Tobruk e prendendo parte al successivo assedio. Il giorno 23 novembre, durante l'Operazione Crusader, la 70th Infantry Division riuscì a fare breccia nelle linee della 25ª Divisione fanteria "Bologna". Le truppe italiane furono quindi costrette a sostenere pesanti combattimenti, ai quali prese parte anche la Pavia: Violenti contrattacchi permisero di ristabilire la situazione di partenza agli inizi di dicembre, ma il sette del mese i britannici effettuarono un nuovo attacco, che costrinse la divisione a ritirarsi il giorno successivo. Durante la ritirata, la Pavia effettuò azioni di retroguardia: in particolare, secondo l'Official Australian History della seconda guerra mondiale, la tenace difesa ad El Adem ritardò l'avanzata australiana di oltre tre ore, consentendo la ritirata alle forze dell'Asse (nonché alla maggior parte della stessa divisione).

#### Le ultime operazioni e la battaglia di El Alamein
Nella prima metà del 1942, la Pavia prese parte all'offensiva italo-tedesca e partecipò alla battaglia di al Gazala. Inquadrata nel X Corpo d'armata italiano, prese parte alla difesa del costone di Ruweisat, in occasione della quale subì pesanti perdite ad opera dei neozelandesi.
Durante la seconda battaglia di El Alamein, la divisione era schierata, sul fianco destro della 185ª Divisione paracadutisti "Folgore", all'estremità meridionale dello schieramento. Coinvolta in violenti e praticamente ininterrotti combattimenti dal 24 ottobre al 3 novembre, l'unità è costretta a ritirarsi in direzione di Alani el Nuss, con le retroguardie che vennero distrutte dall'avanzata nemica. Privi di mezzi di trasporto ed ormai appiedati, i reparti superstiti furono raggiunti a Fuka, dove si arresero il 4 novembre.
La 17ª Divisione fanteria "Pavia" venne considerata sciolta in zona operazioni per eventi bellici il 25 novembre dello stesso anno.
I superstiti scampati alla prigionia, dopo lo scioglimento dell'unità, furono inquadrati nella Divisione motorizzata "Trieste".

## Ordine di battaglia
giugno 1940
- 27º Reggimento fanteria "Pavia"
- 28º Reggimento fanteria "Pavia"

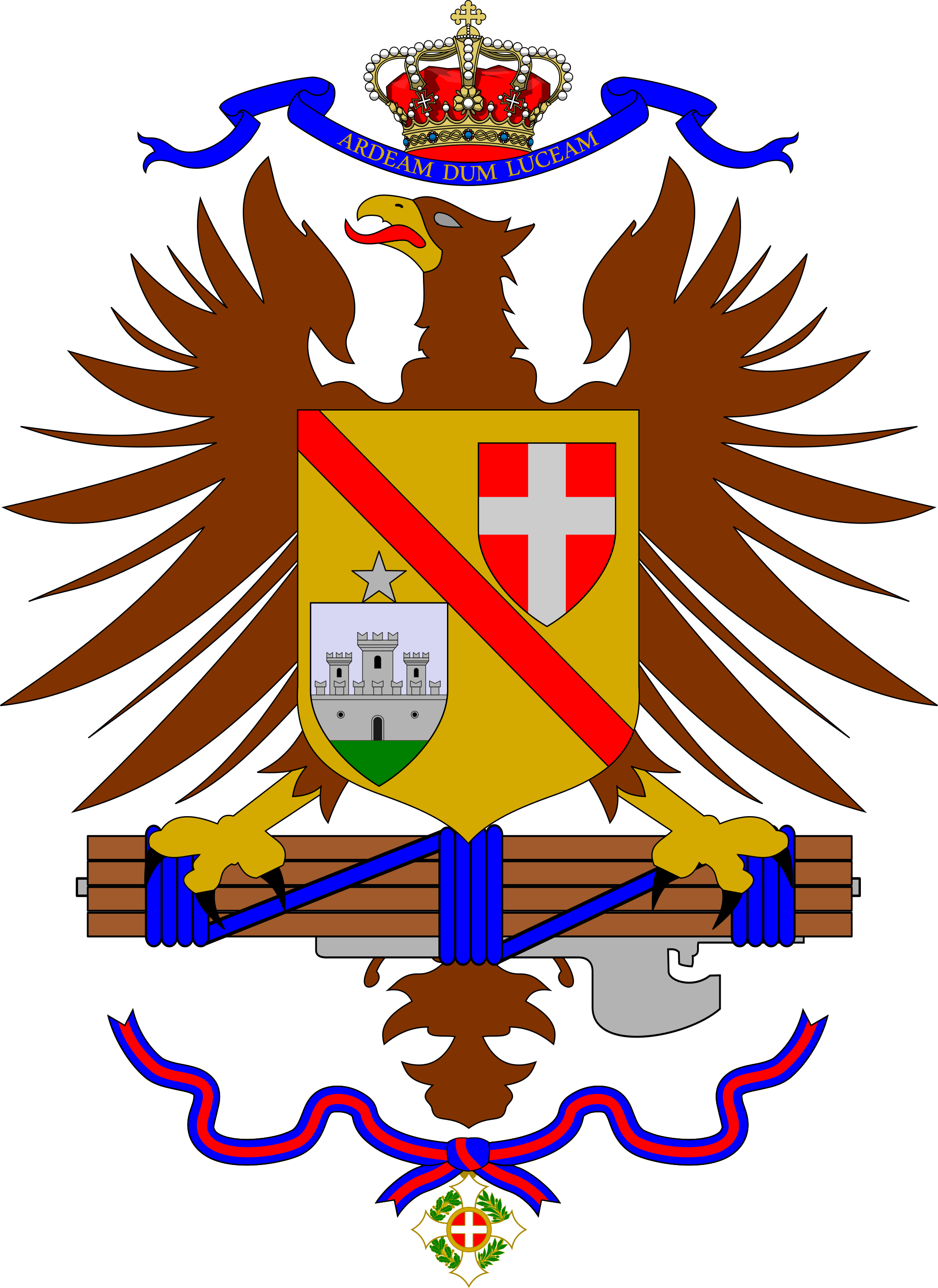
Stemma araldico del 27° Rgt.fanteria "Pavia", 1939

- 26º Reggimento artiglieria "Rubicone" (su tre gruppi di artiglieria)
- 77º Battaglione artiglieria contraerea (due batterie)
- 17º Battaglione misto Genio
- 21ª Sezione di Sanità (con due ospedali)
- 71ª Sezione panettieri
- 207ª Autosezione
- 679ª Sezione CC.RR.
- 54º Ufficio Posta Militare

giugno 1941
Comandante fanteria divisionale Generale di brigata Giacomo Lombardi (dal giugno al dicembre 1941)
- 27º Reggimento fanteria "Pavia"
- 28º Reggimento fanteria "Pavia"
- 26º Reggimento artiglieria "Rubicone" (su tre gruppi)
- 77º Gruppo di artiglieria contraerea (due batterie)
- 5º Battaglione carri leggeri
- 6º Battaglione corazzato "Lancieri di Aosta"
- 17º Battaglione misto Genio
- 21ª Sezione di Sanità (due ospedali)
- 71ª Sezione panettieri
- 207ª Autosezione
- 679ª Sezione CC.RR.
- 54º Ufficio Posta Militare

ottobre 1942
Comandante fanteria divisionale Generale di brigata Dino Parri (dal 1º gennaio al novembre 1942)
- 27º Reggimento fanteria "Pavia"
- 28º Reggimento fanteria "Pavia"
- 26º Reggimento artiglieria "Rubicone" (su tre battaglioni da 105/27 e due batterie antiaeree)
- 17º Battaglione misto Genio
- 21ª Sezione di Sanità (due ospedali)
- 71ª Sezione panettieri
- 207ª Autosezione
- 679ª Sezione CC.RR.
- 54º Ufficio Posta Militare

## Comandanti
- Generale di brigata spe Pietro Zaglio (24 maggio 1939 - 21 aprile 1941)
- Colonnello spe Umberto Marchesi (interinale 21 aprile - 17 maggio 1941)
- Generale di brigata spe Antonio Franceschini (18 maggio 1941 - 24 marzo 1942)
- Generale di brigata spe Dino Parri (interinale 24 marzo - 8 aprile 1942)
- Generale di brigata spe Arturo Torriano (9 aprile - 19 agosto 1942)
- Generale Nazzareno Scattaglia (20 agosto - 4 novembre 1942)

## Ufficiali
- Capitano Franco Balbis
- Capitano Alessandro Sagnotti

## Cinematografia
Il protagonista del film El Alamein - La linea del fuoco è inquadrato nel 28º reggimento della divisione Pavia, e ne segue le sorti sia durante la battaglia, sia in occasione della successiva ritirata.